# Jean de Wayembourg
Jean de Wayembourg est un peintre actif à Nancy de 1592 à 1603.

## Biographie
Nous en savons peu sur les origines du peintre, dont le nom sans doute flamand avait été francisé.

### Peintre à la cour de Lorraine
Wayembourg fut probablement introduit à la cour de Lorraine par le biais de la famille de Charles-Philippe de Croÿ, puissant personnage des Pays-Bas espagnols et allié politique des princes de Lorraine. Il gagna rapidement auprès de Charles III de Lorraine la position de portraitiste officiel et le duc lui multiplia les commandes. Il demeura peintre ordinaire du duc de l’année 1592 jusqu’à sa mort en 1603. Du fait du prestige lié à son activité de portraitiste, Wayembourg se fut accorder des sommes importantes, à la hauteur de 475 francs annuels, plus du double de certains de ses contemporains. En revanche, nous ignorons si une clause d’exclusivité avait été imposée à Wayembourg, et donc s’il eut une clientèle extérieure à la cour de Lorraine. Sa production de nombreux portraits individuels peut s’expliquer par la pratique courante consistant à offrir en présent et à échanger des effigies des princes et princesses, qui s’observait à Nancy comme dans les autres cours. Un peu avant 1590, le duc Charles III eut pour projet de réunir dans une galerie au nord des appartements ducaux l’ensemble des portraits dynastiques réalisés dès l’époque de René II. Dès lors, les achats et les commandes se multiplièrent, et il paraît évident que Wayembourg fut reçu à la cour en 1592 dans le cadre de ce projet. A l’occasion des noces d’Elisabeth, fille de Charles III, Jean de Wayembourg réalise en 1595 un ensemble homogène de plusieurs grands portraits du duc et ses enfants, destinés à orner les résidences des Wittelsbach, qui fut redécouvert en 2019.

### Six portraits dans la collection de Mansfeld
Pierre-Ernest, comte de Mansfeld-Vorderort, était un aristocrate allemand originaire du duché de Saxe, grand chef militaire des anciens Pays-Bas. Il installa au château « La Fontaine », édifié à partir de 1563 à Clausen, une collection de plus de 300 peintures, parmi lesquelles se trouvaient un grand nombre de portraits de la maison de Lorraine, dont deux tableaux pouvant être attribués à Jean de Wayembourg.
Au-dessus des portes de chaque « sallette » des pavillons à l’étage étaient disposés des portraits féminins groupés, comme pendant de la Grande galerie dédiée aux hommes illustres. Parmi les portraits de la « sallette » à l’est se trouvaient les Portrait de Chrétienne de Danemark, Claude de France et Christine de Lorraine et Portrait d’Antoinette, Catherine et Élisabeth de Lorraine, transférés à Madrid à la mort du comte de Mansfeld. L’ensemble réunissait également les femmes de l’entourage de Charles Quint et de Philippe II, démontrant la multiplicité des liens unissant la dynastie des Habsbourg avec toutes les maisons régnantes d’Europe, selon un projet soigneusement conçu par Mansfeld.

## Œuvres
Les ouvrages de Wayembourg comportent surtout des tableaux sur toile, dont le grand portrait collectif du Rosaire et de nombreux portraits individuels, pour la plupart grandeur nature.
- Portrait de Charles III, huile sur toile, 213 × 117,4 cm, Munich, Alte Pinakothek, Bayerische Staatsgemäldesammlungen, inv. 7491[3].
- Portrait d’Henri de Lorraine, 1595, huile sur toile, 212,8 × 117,3 cm, Munich, Alte Pinakothek, Bayerische Staatsgemäldesammlungen, inv. 3371[4].
- Portrait de Christine de Lorraine, grande duchesse de Toscane, fin du XVIe siècle, huile sur toile, 208 × 115 cm, Munich, Alte Pinakothek, Bayerische Staatsgemäldesammlungen, inv. 7486[5].
- Portrait du cardinal Charles de Lorraine, 1595, huile sur toile, 206,6 × 117,8 cm, Munich, Alte Pinakothek, Bayerische Staatsgemäldesammlungen, inv. 7485[6].
- Portrait d’Antoinette de Lorraine, 1595, huile sur toile, 215 × 117 cm, Munich, Alte Pinakothek, Bayerische Staatsgemäldesammlungen, inv. 7492[7].
- Portrait de François de Vaudémont, 1595, huile sur toile, 204,9 × 116,8 cm, Munich, Alte Pinakothek, Bayerische Staatsgemäldesammlungen, inv. 3184.
- Portrait d’Élisabeth de Lorraine, duchesse de Bavière, 1595, huile sur toile, 212 × 116 cm, Munich, Alte Pinakothek, Bayerische Staatsgemäldesammlungen, inv. 7488[8].
- Attribué à Jean de Wayembourg, Portrait de Chrétienne de Danemark, fin du XVIe siècle, huile sur toile, 212 × 100 cm, Munich, Alte Pinakothek, Bayerische Staatsgemäldesammlungen, inv. 7483, en dépôt à la Résidence de Munich[9].
- Portrait de Claude de France, duchesse de Lorraine, 1601, huile sur toile, 37,3 × 28,4 cm, Munich, Alte Pinakothek, Bayerische Staatsgemäldesammlungen, inv. 2557[10].
- L’Institution du Rosaire, 1597, huile sur toile, 386 x 316 cm (avec cadre), Nancy, Palais des ducs de Lorraine – Musée lorrain : pour les Minimes de Nancy[11].
- Portrait de Chrétienne de Danemark, Claude de France et Christine de Lorraine, 1598, huile sur toile, 102 x 140 cm, Caracas, Ambassade d’Espagne, dépôt du Musée du Prado, inv. P01951[1].
- Portrait d’Antoinette, Catherine et Élisabeth de Lorraine, 1598, huile sur toile, 97 x 157 cm, Caracas, Ambassade d’Espagne, dépôt du Musée du Prado, inv. P01952[1].